# Леніно (Липецький район)
Леніно — село у Ленінської сільської ради Липецького району Липецької області. Розташоване на південній межі міста Липецьк у 11 км південніше від його центру на правому березі річки Вороніж. Населення 1422 особи (2012 рік).

## Історія
Колишнє місто Романів — родове містечко російських бояр Романових. Наприкінці 16 сторіччя Романови захопили цю місцевість та основали поселення. 1601 року Романови попали в осаду[уточнити], а їх маєтки у Скопинському повіті спустошено. Селяне цих маєтків переселились у район біля берегів Вороніжу, де на той час вже було велике село Романове-городище.
1614 року боярин Іван Микитич Романів «Каша», близький родич московського царя Михайла Федоровича, збудував на городищі острог, і поселення отримало назву Романів. Нова фортеця у Романові збудована 1652 року. Вона входила до Білгородської лінії, хоча Білгородському розряду не підпорядковувалася.
- На 1708 рік Романів — місто у Бахмутському повіті Озівській губернії
- На 1719 рік — у складі Бахмутської провінції Озівської губернії, завод
- На 1745 рік — є містом у складі Воронізької провінції Воронізької губернії.
- На 1766 рік — є повітовим містом Воронізької провінції Воронізької губернії.

У 18 сторіччі Романів втрачає статус міста й стає селом Романовим. 1872 року збудовано храм Різдва Пресвятої Богородиці. 1920 року перейменовано на честь ім'я Володимира Леніна.

## Нове місто Романове
Тут, на захід від Леніно, на південний схід від Липецька на площі 5700 га Ленінської й Сирської сільських рад планується розбудувати місто-супутник Романове з 130 тисячами мешканців. Розмірі міста 10 км з півночі на південь й 7 км зі сходу на захід. Романове планується зробити адміністративним центром Липецького муніципального району.
| Росія | Це незавершена стаття з географії Росії. Ви можете допомогти проєкту, виправивши або дописавши її. |